# Brunnsåkersskolan
Brunnsåkersskolan är en grundskola i Halmstad för årskurserna 4–9.
Skolan invigdes år 1906 och hette på den tiden Västra folkskolan. Arkitekt var Sven Gratz. Den omfattade då 27 klassrum, skolkök, 2 slöjdsalar, teckningssal och samlingssal samt skolbad i källaren. 1929 försågs skolan med en skoltandklinik. Läsåret 1939–1940 genomfördes en omfattande om och tillbyggnad av S. Uno Forthmeiier då man uppförde ett nytt skolkök, nya klassrum samt gymnastiksal. Åren 2006–2009 renoverades skolan.

## Elever och personal
Skolan har cirka 600 elever uppdelade i cirka 22 klasser. Antalet lärare på skolan är cirka 70 stycken; lärarna är uppdelade i arbetslag.

## Lokaler
Brunnsåkersskolan har förutom klassrum även ett bibliotek (som kallas Infoteket), en musiksal med ett antal rum, två slöjdsalar (en träslöjdsal och en syslöjdsal), ett kafé, en hemkunskapssal och en bildsal (med två rum).